# Hydrosaurus pustulatus
Hydrosaurus pustulatus là một loài thằn lằn trong họ Agamidae. Loài này được Eschscholtz mô tả khoa học đầu tiên năm 1829. Rồng vây buồm (Hydrosaurus) là một trong những thứ gần gũi nhất mà những người đam mê động vật học có thể tiếp cận với một con vật cưng thời tiền sử! Với ngoại hình giống khủng long và các đặc điểm ngoại hình độc đáo, nó là một địa chỉ yêu thích cho những ai đang tìm kiếm một con vật cưng khác biệt.
Có ba loài đã được xác định trong chi Hydrosaurus. Có nguồn gốc từ Philippines, Indonesia và New Guinea, những loài này tương tự nhau. Tuy nhiên, chúng có thể thay đổi khá nhiều về kích thước và ngoại hình.
| Hình ảnh | Tên khoa học                              | Tên gọi chung | Phân bổ |
| -------- | ----------------------------------------- | --- | --- |
|          | Hydrosaurus amboinensis (Schlosser, 1768) | Thằn lằn vây buồm Amboina hoặc thằn lằn vây buồm Amboina                                                             | New Guinea (cả Papua New Guinea và Tây New Guinea, Indonesia) và Đảo Ambon / Amboina (Indonesia) Đảo Ceram (Indonesia) |
|          | Hydrosaurus celebensis (Peters, 1872)     | Thằn lằn vây buồm đen Sulawesi                                                                                       | Indonesia (Sulawesi)                                                                                                   |
|          | Hydrosaurus microlophus (Bleeker, 1860)   | Thằn lằn vây buồm Makassar, hay rồng vây buồm khổng lồ Sulawesi                                                      | Indonesia (Sulawesi)                                                                                                   |
|          | Hydrosaurus pustulatus (Eschsholtz, 1829) | Thằn lằn vây buồm Philippine, thằn lằn có mào, thằn lằn vây buồm, thằn lằn nước vây buồm, hoặc thằn lằn nước soa-soa | Quần đảo Philippine (từ Mindanao ở phía nam đến Luzon ở phía bắc)                                                      |
|          | Hydrosaurus weberi Barbour, 1911          | Thằn lằn vây buồm của Weber                                                                                          | Đảo Ternate, Bắc Maluku (Indonesia) Đảo Halmahera, Bắc Maluku (Indonesia)                                              |

## Hình thức & Màu sắc
Thoạt nhìn, sợi buồm trông rất giống với các loài thằn lằn lớn khác. Chúng có thân hình to béo, đôi chân nhanh nhẹn với các ngón chân thon dài và một cái đuôi dài.
Tuy nhiên, một vài đặc điểm nổi bật hơn giúp loài thằn lằn này dễ nhận dạng.Cả con đực và con cái đều có một chiếc mào rõ ràng. Nó thường ở phía sau đầu và có thể kéo dài xuống cổ. Chúng cũng có những vảy gai nhọn bắt đầu ở gáy và kéo dài xuống lưng.
Con đực là những con có cánh buồm đặc trưng. Cánh buồm mở rộng giống như chiếc quạt có những tia sáng vững chắc giúp nó đứng lên khi chỉ huy. Phần cao nhất của buồm thường ở gốc đuôi. Mặc dù vậy, nó có thể chạy khá xa dọc theo đuôi prehensile trên một số mẫu vật.
Khi nói đến màu sắc, có rất nhiều loại với rồng vây buồm. Hầu hết có màu xanh lục và xám. Màu có mô hình mang lại một cái nhìn đẹp mắt đồng thời giúp tạo ra một số ngụy trang tự nhiên.
Nhiều màu sắc kỳ lạ cũng tồn tại. Bạn có thể nhìn thấy những con thằn lằn có màu gỉ nâu, đen hoặc đỏ. Các điểm nhấn màu xanh lam xung quanh chân, ngực và mặt cũng phổ biến.

## Tuổi thọ
Đây là loài sống lâu năm. Trong điều kiện nuôi nhốt, tuổi thọ trung bình của rồng vây buồm là khoảng 25 năm hoặc lâu hơn.
Tất nhiên, không có gì đảm bảo khi nói đến tuổi thọ. Giống như bất kỳ loài bò sát nào khác, rồng vây buồm dựa vào chất lượng chăn nuôi cao để sống khỏe mạnh.

## Kích thước trung bình
Những con thằn lằn này rất lớn! Kích thước của một con rồng vây buồm trưởng thành có thể dễ dàng đạt tới ba feet hoặc hơn. Kích thước chính xác sẽ thay đổi một chút dựa trên các loài con.
Lớn nhất là vây buồm Philippines (Hydrosaurus pustulatus) và Khổng lồ Indonesia (H. amboinensis). Những người trưởng thành trung bình thường dài khoảng 3 feet rưỡi (nhưng đôi khi chúng có thể dài gần 4 feet).
Cánh buồm của Weber (H. "weberi") nhỏ hơn một chút, tối đa là hơn ba feet một chút.
Thằn lằn đực luôn lớn hơn thằn lằn cái. Mẫu vật nữ thường nhỏ hơn khoảng 33% so với mẫu vật đực của chúng.

## Sailfin Dragon Food
Chế độ ăn chính xác của rồng vây buồm hoang dã vẫn còn là một bí ẩn. Tuy nhiên, hầu hết các chuyên gia có thể đồng ý rằng một chế độ ăn uống đa dạng trong điều kiện nuôi nhốt là chìa khóa để có sức khỏe tốt. Những loài bò sát này là động vật ăn tạp, vì vậy chúng đòi hỏi mọi thứ từ động vật chứa đầy protein đến trái cây và rau quả.

## Hành vi & Tính khí
Mặc dù có vẻ ngoài hơi đáng sợ, nhưng rồng vây buồm rất nhanh nhẹn! Trong môi trường hoang dã, chúng ngay lập tức chạy trốn xuống nước khi có dấu hiệu nguy hiểm đầu tiên. Chúng chạy bằng hai chân sau cho đến khi chìm xuống dưới bề mặt. Sau đó, họ bơi để chạy đi!

## Hình ảnh

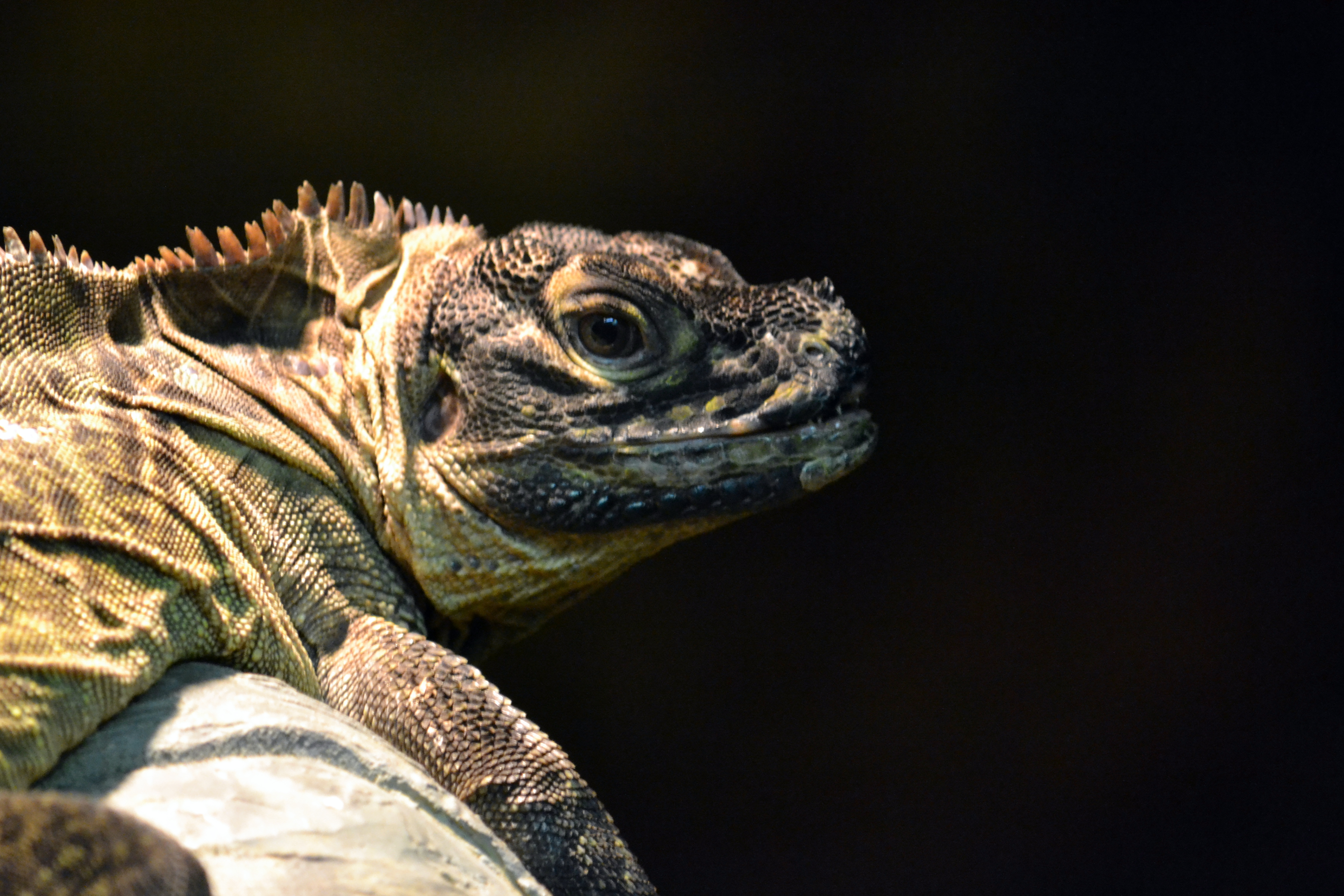
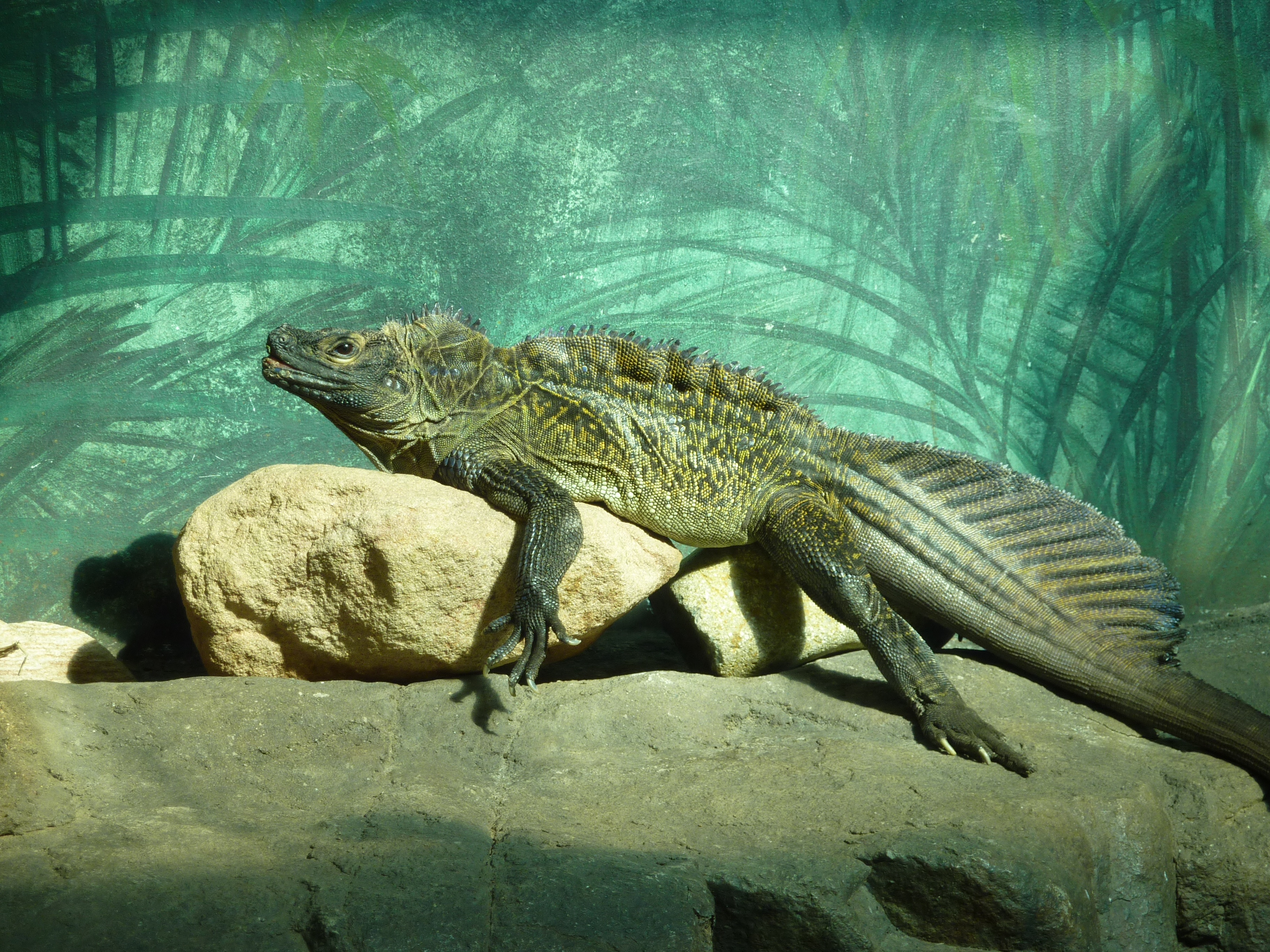
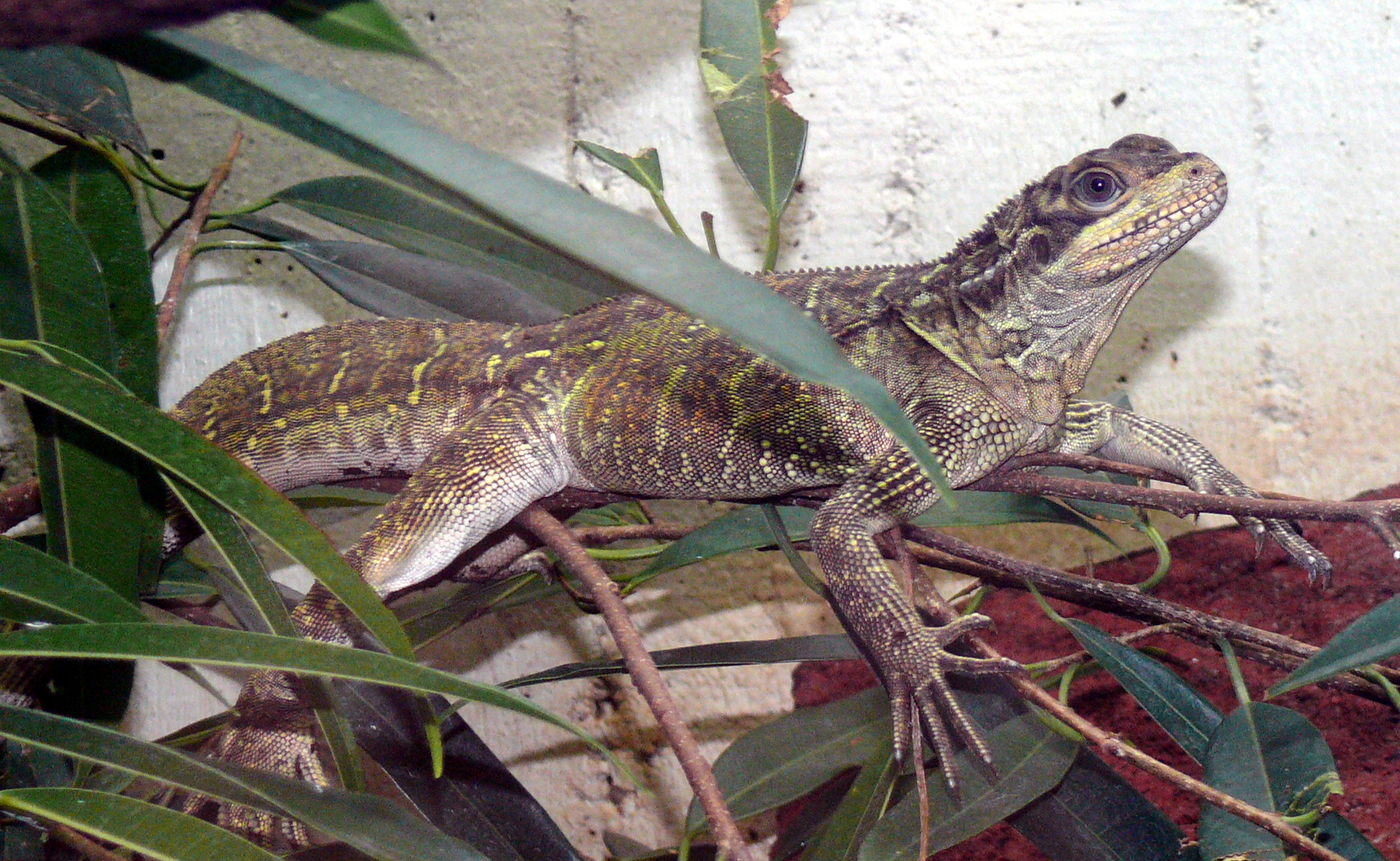
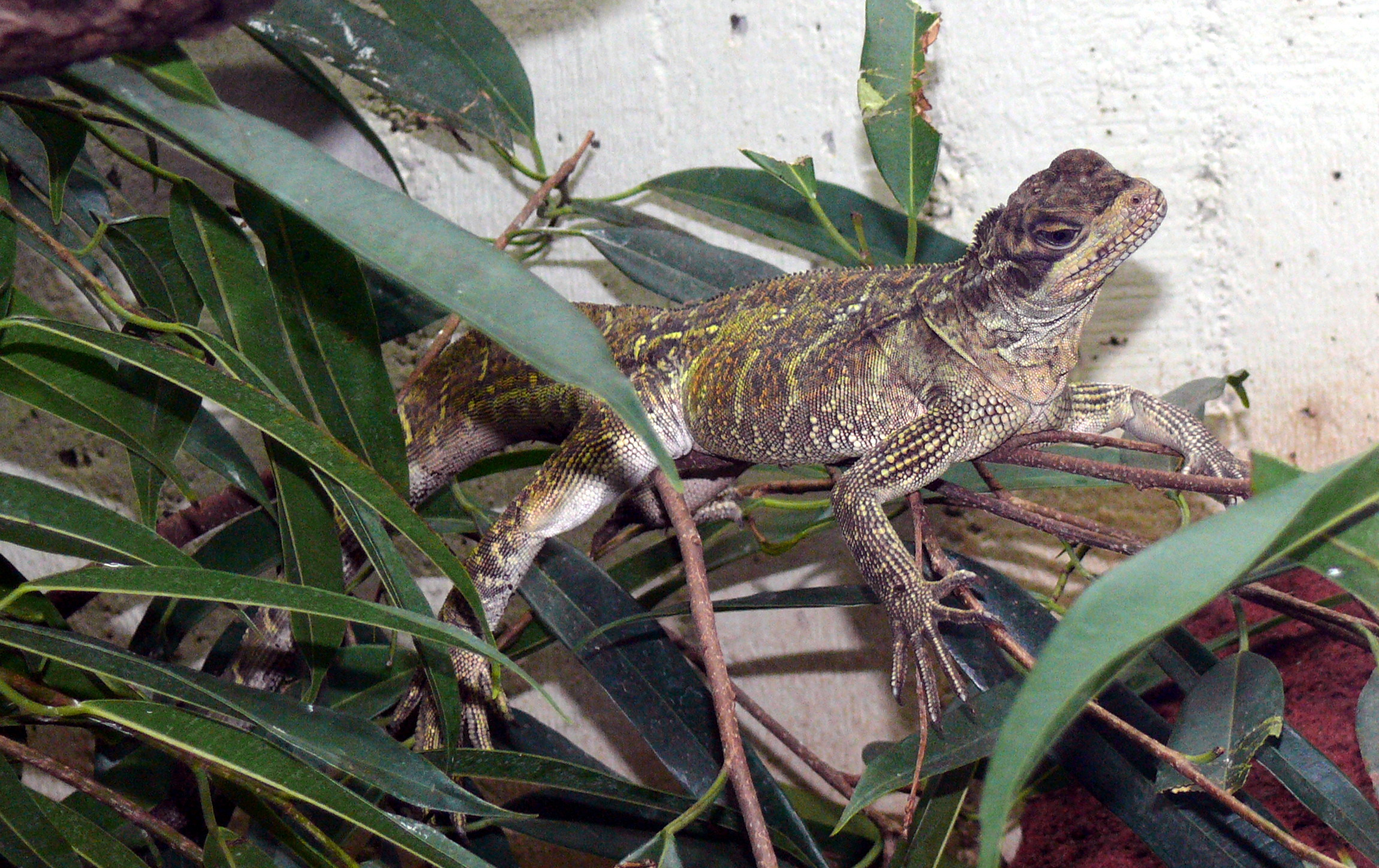